# Вооружённые силы Афганистана

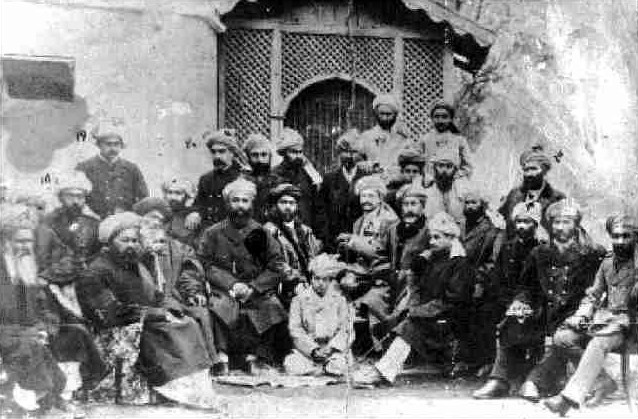
Афганские командиры после своей победы в битве при Майванде. 1880

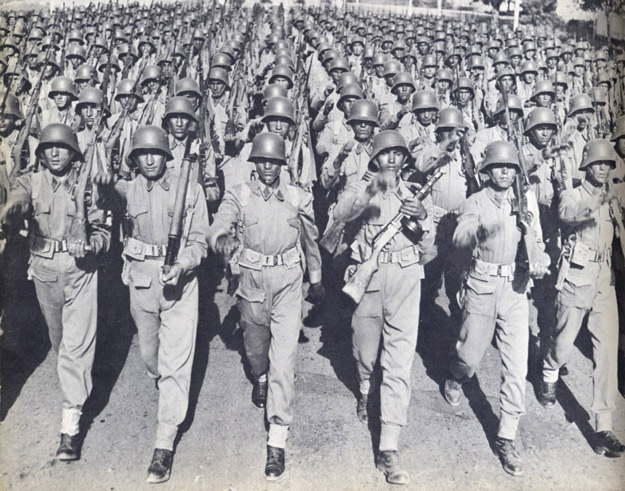
Солдаты афганской армии в 1950-х годах

Вооружённые силы Афганистана (пушту د افغانستان وسله وال ځواکونه‎) — вооружённая организация (вооружённые силы) Афганистана предназначенная для защиты свободы, независимости и территориальной целостности государства.
ВС Афганистана состоят из сухопутных войск и военно-воздушных сил. Не обладая выходом к морю, Афганистан не имеет флота.

## История
Военное сотрудничество с СССР началось после подписания 28 февраля 1921 года советско-афганского договора, в соответствии с которым стороны принимали на себя обязательства не вступать в военные и политические союзы, направленные против одной из сторон, подписавших данный договор. В соответствии с договором СССР принял на себя обязательства построить в Афганистане завод по производству бездымного пороха, открыть авиашколу, передать афганским вооружённым силам несколько самолётов, 5 тысяч винтовок с запасом винтовочных патронов и направить в Афганистан технических специалистов для обучения афганских лётчиков и авиатехников.
В 1923 году СССР передал Афганистану 20 трофейных танков FT-17.
Военное сотрудничество с СССР продолжилось после подписания в августе 1956 года советско-афганского соглашения о военном сотрудничестве. После этого, правительство Афганистана закупило в СССР партию вооружения на сумму 25 млн долларов США. В октябре 1956 года из СССР начались поставки стрелкового оружия (карабины, пистолеты-пулемёты ППШ, станковые пулемёты), в 1957 году были получены 25 танков Т-34. Одновременно с танками прибыли 10 военных советников и инструкторов, которые занимались обучением танковых экипажей.

### Демократическая Республика Афганистан
С 1960-х годов до начала 1990-х годов, афганская армия подготавливалась и оснащалась СССР. По сведениям газеты «Нью-Йорк таймс», в 1981 году общая численность ВС составляла около 85 тысяч военнослужащих. После падения ДРА в 1992 году власть перешла к талибам, и единые вооружённые силы перестали существовать.

### 1990-е — 2000-е
В период с 1990 по 2000 годы в стране продолжалась гражданская война, в это время на территории Афганистана действовали несколько вооружённых формирований.
В результате военной операции «Несокрушимая свобода» государство талибов прекратило своё существование, а власть в стране была передана переходной администрации Афганистана.

### Исламская Республика Афганистан
В результате наступления боевиков движения «Талибан» вооружённые силы Исламской Республики Афганистан были полностью разгромлены и прекратили своё существование. Их место заняли вооружённые силы «Талибана».